# Ghana (1957-1960)
Ghana was van 1957 tot 1960 een onafhankelijk land binnen het Gemenebest van Naties met de Britse koningin Elizabeth II als staatshoofd (een Commonwealth realm). Het land ontstond op 6 maart 1957 toen de Britse Goudkust onafhankelijk werd van het Verenigd Koninkrijk. Het was het eerste Afrikaanse land ten zuiden van de Sahara dat tijdens de golf van dekolonisatie na de Tweede Wereldoorlog onafhankelijk werd. Bij een referendum op 27 april 1960 koos 88,47% van de bevolking voor afschaffing van de monarchie. Als gevolg daarvan werd op 1 juli 1960 de Republiek Ghana uitgeroepen.

## Bestuur
De Britse koningin Elizabeth II was staatshoofd van Ghana als de Koningin van Ghana. De koningin werd in haar functie vertegenwoordigd door een gouverneur-generaal. Tot 24 juni 1957 was dit Charles Arden-Clarke, daarna, tot de uitroeping van de republiek, William Hare. In de periode dat Ghana een monarchie was, heeft de Britse koningin het land nooit bezocht. Daarna is Elizabeth II wel twee keer (in 1961 en 1999) in Ghana geweest.
De premier van Ghana was Kwame Nkrumah. Na de uitroeping van de republiek werd hij de eerste president van Ghana.